# Sir Bani Yas Forum
Sir Bani Yas Forum – coroczna konferencja organizowana przez Ministerstwo Spraw Zagranicznych ZEA we współpracy z Centrum Studiów Strategicznych i Międzynarodowych (CSIS) odbywająca się od 2010 w Abu Zabi, w ośrodku wypoczynkowym Qasr Al Sarab. Forum gromadzi czołowych decydentów politycznych i opiniotwórczych w celu przedyskutowania istotnych kwestii dotyczących Bliskiego Wschodu. Uczestnikami są urzędujący i byli ministrowie spraw zagranicznych z całego świata, a także eksperci ds. polityki międzynarodowej. Forum prowadzone jest zgodnie z regułą Chatham House – nie wydaje się oświadczeń ani komunikatów do mediów.